# اليساندرو سبافو
اليساندرو سبافو (بالإيطالية: Alessandro Sbaffo)‏ (2 أغسطس 1990 في إيطاليا - ) هو لاعب كرة قدم إيطالي في مركز الوسط. شارك مع منتخب إيطاليا لكرة القدم للدرجة الثانية ‏. أما مع النوادي، فقد لعب مع كييفو فيرونا ونادي أسكولي ونادي أفيلينو ونادي بياتشينزا ونادي ريجينا ونادي كومو ولاتينا كالتشيو.

## روابط خارجية
- اليساندرو سبافو على موقع قاعدة بيانات كرة القدم.إي يو (الإنجليزية)
- اليساندرو سبافو على موقع Soccerway.com (الإنجليزية)
- اليساندرو سبافو على موقع عالم كرة القدم.نت (الإنجليزية)
- اليساندرو سبافو على موقع AS.com (الإسبانية)